# Mass Effect: Andromeda
Mass Effect: Andromeda es un título desarrollado por BioWare y publicado por Electronic Arts. Es el cuarto videojuego de la saga Mass Effect pero independiente de la trilogía original. Salió a la venta en 2017 para las plataformas Microsoft Windows, PlayStation 4 y Xbox One. Fue anunciado oficialmente el 15 de junio de 2015 durante la conferencia de prensa de Electronic Arts, en el E3 de ese mismo año.

## Argumento
El juego se desarrollará en la galaxia de Andrómeda, concretamente en el Cúmulo de Heleus (un grupo de 100 sistemas solares en la galaxia de Andrómeda). La acción estará muy alejada de la trilogía original tanto en tiempo como en espacio por lo que no aparecerán ni Shepard ni ninguno de sus compañeros de viaje. Nos pondremos en la piel de un ser humano cuyo objetivo es descubrir un nuevo hogar para la humanidad, establecer nuevas colonias y asegurar su supervivencia. Al ser una fuerza invasora las razas de la galaxia de Andrómeda nos percibirán como una amenaza: habrá que luchar contra ellas y/o trabajar duro para ganarse su confianza.
Iniciativa Andromeda
Fundada en 2176 y lanzada en 2185, la Iniciativa de Andrómeda es un proyecto civil multiespecie creado para enviar científicos, exploradores y colonos en un viaje de 634 años sin retorno para asentarse en la galaxia de Andrómeda. Gracias al apoyo de poderosos benefactores, el programa ha ampliado su alcance de forma sustancial desde su creación. El objetivo final de la Iniciativa es establecer una presencia permanente en la frontera de Andrómeda, en la que los recursos parecen abundar, y llegar a crear una ruta estable entre ella y la Vía Láctea.
Asume el papel de pionero y lidera la búsqueda de un nuevo hogar para la humanidad en esta inexplorada y peligrosa región del espacio. Trazarás tu propio rumbo a través de la galaxia de Andrómeda para desvelar sus misterios, descubrirás vívidos mundos alienígenas y liderarás la vanguardia para encontrar un nuevo hogar para la humanidad entre las estrellas. Podrás mejorar y personalizar tu experiencia de juego con un sistema de progresión profundo y flexible, y dirigirás a tu pelotón en combates rebosantes de acción con armamento avanzado, habilidades especiales y unos cuantos trucos nuevos.

## Información general
- El próximo Mass Effect será una gran oportunidad para introducirse en la saga.
- El multijugador ofrecerá recompensas para el sencillo player pero no tendrá influencia en el desarrollo de la historia principal.
- No habrá importación de partidas de juegos anteriores ni final canónico para Mass Effect 3.
- En principio no habrá presencia de segadores en Andrómeda.
- La acción empezará de forma paralela a la trilogía original pero pronto se alejará en tiempo y espacio.
- El viaje a Andrómeda llevará 600 años (habrá un proceso de criogenización).
- El viaje se llevará a cabo mediante el "Nexus" y las "arcas":
  - Nexus: la estación central a la que siguen las arcas. Cuenta con múltiples especies.
  - Arcas: cada una perteneciente a una raza (posiblemente: humanos, asaris, salarianos y turianos).
- El objetivo inicial será encontrar un nuevo planeta en el que pueda asentarse la raza humana.
- El apellido del protagonista es Ryder.
  - Podremos escoger de nuevo entre ser hombre o mujer (MaleRyder y FemRyder son gemelos).
  - La familia del protagonista tendrá un papel importante en el juego.
- Tendremos una nueva nave llamada "Tempest" y un nuevo mako llamado "Nomad".
- Esta vez nosotros seremos los "aliens": las razas de Andrómeda nos van a ver como una fuerza hostil.
  - Tendremos que trabajar mucho en las relaciones con cada raza (conflicto vs diálogo).
- En la Galaxia de Andrómeda también vivirán Asaris, Salarianos, Krogans, Turianos, etc.
- La raza enemiga principal serán los Kett.
- Existirán ruinas y tecnología dejadas por una antigua raza llamada "Relictos".
- El sistema de diálogos tendrá la base de siempre pero el sistema de moralidad tendrá una mayor escala de grises.

## Compañeros
- Regresan las misiones de lealtad de Mass Effect 2 aunque no tendrán repercusión en el final del juego.
- Tanto los romances como las relaciones con el resto de tripulantes serán más realistas.
  - Se han aumentado las líneas de diálogo con nuestros compañeros de viaje.
  - Tendremos más posibilidades de romance que nunca.
- Desde BioWare están buscando ofrecer más momentos especiales no relacionados con los romances (Tipo Garrus-Ciudadela en ME3).
- Tenemos algunos compañeros de equipo confirmados:
  - Peebee (Asari): Su nombre completo es Pelessaria B'Sayle. Inteligente y despreocupada de las normas sociales y de las delicadezas. Tiene una personalidad "chispeante".
  - Liam Kosta (Humano): Se dedica a la Gestión de emergencias. Es un idealista.
  - Nakmor Drack (Krogan): Veterano de guerra y miembro del Clan Nakmor.
  - Vetra Nyx (Turiana): sin más información al respecto.
  - Cora Harper (Humana): Biótica. Es la segunda al mando. Especialista en operaciones especiales (a cargo de misiones sobre el terreno). Se ha pasado los últimos cuatro años trabajando con los comandos Asari.
  - Jaal (Angara): Pertenece a una de las nuevas razas de Andrómeda. Sin más datos por ahora.
  - Sam (IA): La nueva IA de la nave Tempest. Diseñada por el pionero Alec Ryder. Conectada a Ryder y al resto del equipo mediante implantes para permitir una comunicación directa.
- Otros personajes confirmados:
  - Alec Ryder (Humano): Soldado N7 y científico de gran talento. Formó parte del equipo que guió los primeros pasos de los humanos en la galaxia a través de los relés de masa. Es el padre de los hermanos Ryder y el pionero del arca Hyperion.
  - Foster Addison (Humana): Directora de Asuntos Coloniales. Supervisa toda la logística de la colonización en la Iniciativa Andrómeda, para asegurarse de que todos los asentamientos estén operativos y los colonos tengan un lugar donde vivir.
  - Nakmor Kesh (Krogan): Superintendente del Nexus. Una krogan que formó parte del equipo principal de ingenieros que construyó el Nexus. Su trabajo durante la misión consiste en realizar labores de mantenimiento en la estación y asegurarse de que todas las instalaciones funcionan como deben, entre otras cosas.
  - Sloane Kelly (Humana): Jefa de Seguridad del Nexus. Una Soldado de la Alianza responsable de todas las iniciativas de seguridad que se llevan a cabo a bordo del Nexus tras su llegada a Andrómeda. Cesada de su cargo por su conflictividad.
  - Kallo Jath (Salariano): Nuestro nuevo piloto en la nave Tempest.
  - Lexi T'Perro (Asari): La doctora de la nave. Su papel será interpretado por Natalie Dormer ("Margaery Tyrell" en JdT).
  - Gil Brodie (¿Humano?): Ingeniero Jefe de la nave Tempest. Su papel será interpretado por Gethin Anthony ("Renly Baratheon" en JdT).

## Jugabilidad
- Mass Effect Andrómeda es considerado el sucesor espiritual del primer Mass Effect.
- El juego será mucho más grande y abierto que los anteriores y tendrá un fuerte factor de exploración.
- Desde BioWare se está poniendo un énfasis especial en el contenido que ofrecerán los planetas. No se quieren repetir los fallos del primer Mass Effect: módulos de minerales "coleccionables", escenarios idénticos, etc.
- Cada planeta tendrá su propio paisaje bioclimático, con su clima, su flora y su fauna particulares.
- Los peligros de algunos planetas (clima, ácidos, etc.) podrán llegar a matarnos.
- Habrá zonas especialmente complicadas en algunos planetas que nos será muy difícil pasarnos a la primera (habrá que regresar más tarde, cuando hayamos mejorado a nuestro personaje).
- El juego será un poco menos lineal y tendrá zonas de combate menos telegrafiadas.
- El jetpack nos ofrecerá nuevas posibilidades tanto en exploración como en combate.
- Tendremos un sistema de cobertura dinámico (TLOU citado como referencia).
- Ya no podremos apuntar con los poderes mientras pausamos la acción (se usarán mediante hotkeys).
- Se mantienen los combos y las órdenes a los compañeros.
- Eliminado el sistema clásico de clases. Ahora tendremos un sistema totalmente abierto que nos permitirá un mayor grado de personalización/especialización (podría ser algo más parecido a TW3).
- Podremos resetear los puntos gastados en habilidades (por motivos de narrativa).
- Tendremos mayores opciones de personalización (personaje-armas-nave-mako) y de crafteo.
- Nave Tempest: no podremos pilotarla pero la aproximación a los planetas será más realista. No será necesario repostar gasolina. Podremos desplazarnos por el interior de la nave sin tiempos de carga.
- Mako Nomad: Ghost Games (NFS) se está encargando de ofrecer la mejor experiencia posible en los controles. No habrá armamento pero si se podrán mejorar atributos como la aceleración.

## Recepción de la crítica
Desde su lanzamiento, las versiones de PlayStation 4 y Microsoft Windows fueron recibidas con críticas mixtas o promedio, mientras que la versión de Xbox One fue calificada con críticas generalmente favorables de acuerdo a la página Metacritic. El juego se clasificó como el vigésimo sexto mejor juego del 2017 por la revista Eurogamer.
Mass Effect: Andromeda no fue tan bien calificado como sus predecesores. Paul Tassi, de la revista Forbes escribió: «Tengo la sensación de que los fans de Mass Effect disfrutarán del juego. Pero no creo que nadie declare que supera a la trilogía original, excepto talvez por el primer juego.» Muchos describieron el juego como una decepción. Eurogamer resaltó que «salió a la venta con críticas mixtas y polarizó las opiniones de los fans». Algunos críticos también describieron el juego como una oportunidad perdida, tales como Joe Juba de Game Informer, quien concluyó: «Mass Effect: Andromeda es divertido, y los elementos importantes funcionan bien... Pero al mismo tiempo, pude observar muchos inconvenientes y soñar con el juego que pudo haber sido.»